# Julia Boserup
Julia Boserup (Santa Monica, 9 settembre 1991) è un'ex tennista statunitense.

## Carriera
A livello giovanile ha conquistato l'Orange Bowl nel 2008 superando nella finale la connazionale Christina McHale.
Nel corso della sua carriera ha vinto 3 titoli ITF di singolare e uno nel doppio. Nei tornei del Grande Slam vanta come miglior risultato il terzo turno raggiunto a Wimbledon 2016.